# Ulica Piastów Śląskich w Wałbrzychu
Ulica Piastów Śląskich (Kirsch-Allee) – ulica w dzielnicy Książ na terenie Książańskiego Parku Krajobrazowego w Wałbrzychu.
Ulica powstała w XIII wieku, gdy zaczęto budowę zamku Książ.

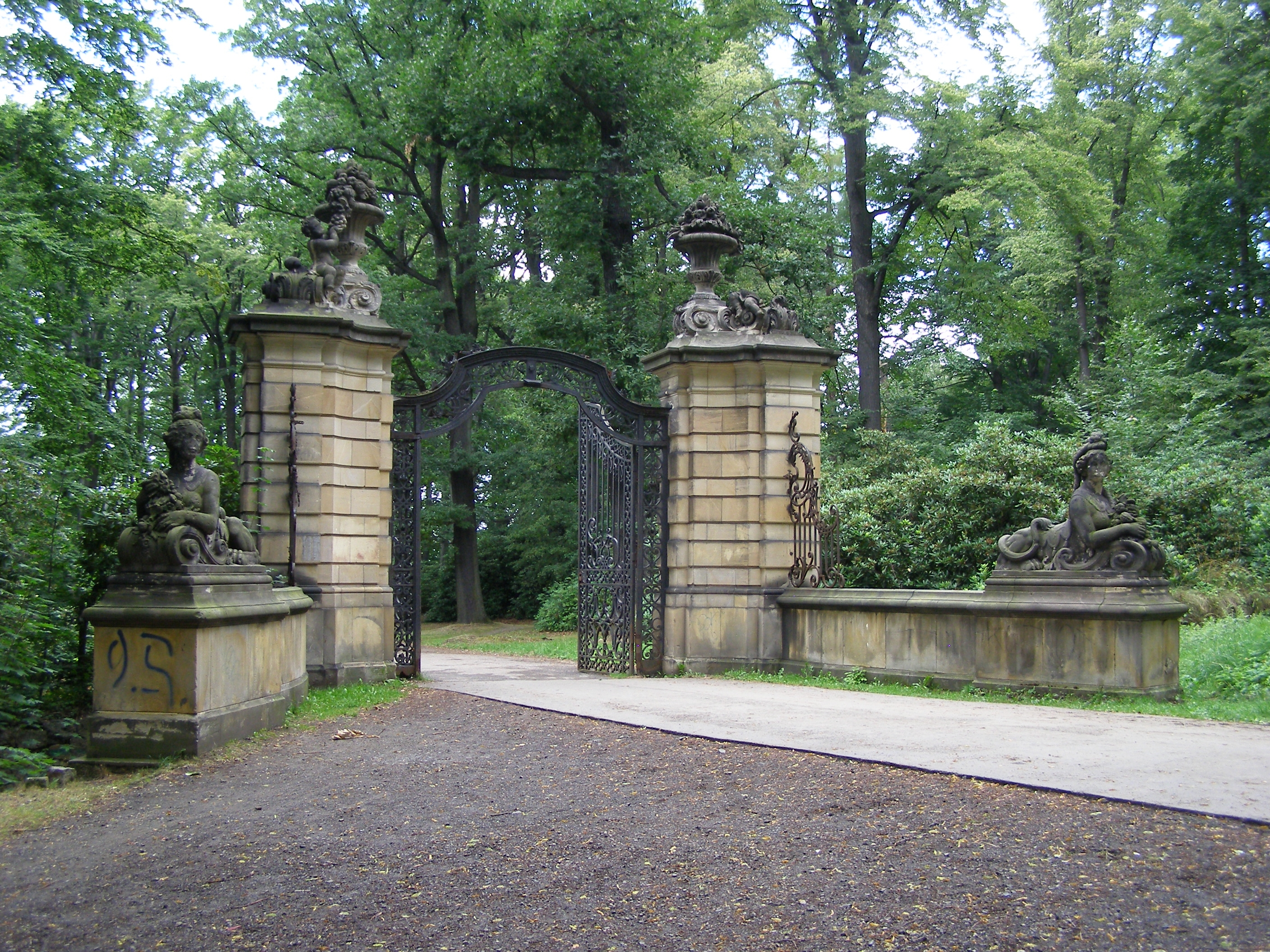
Brama Wjazdowa "Lubiechowska"

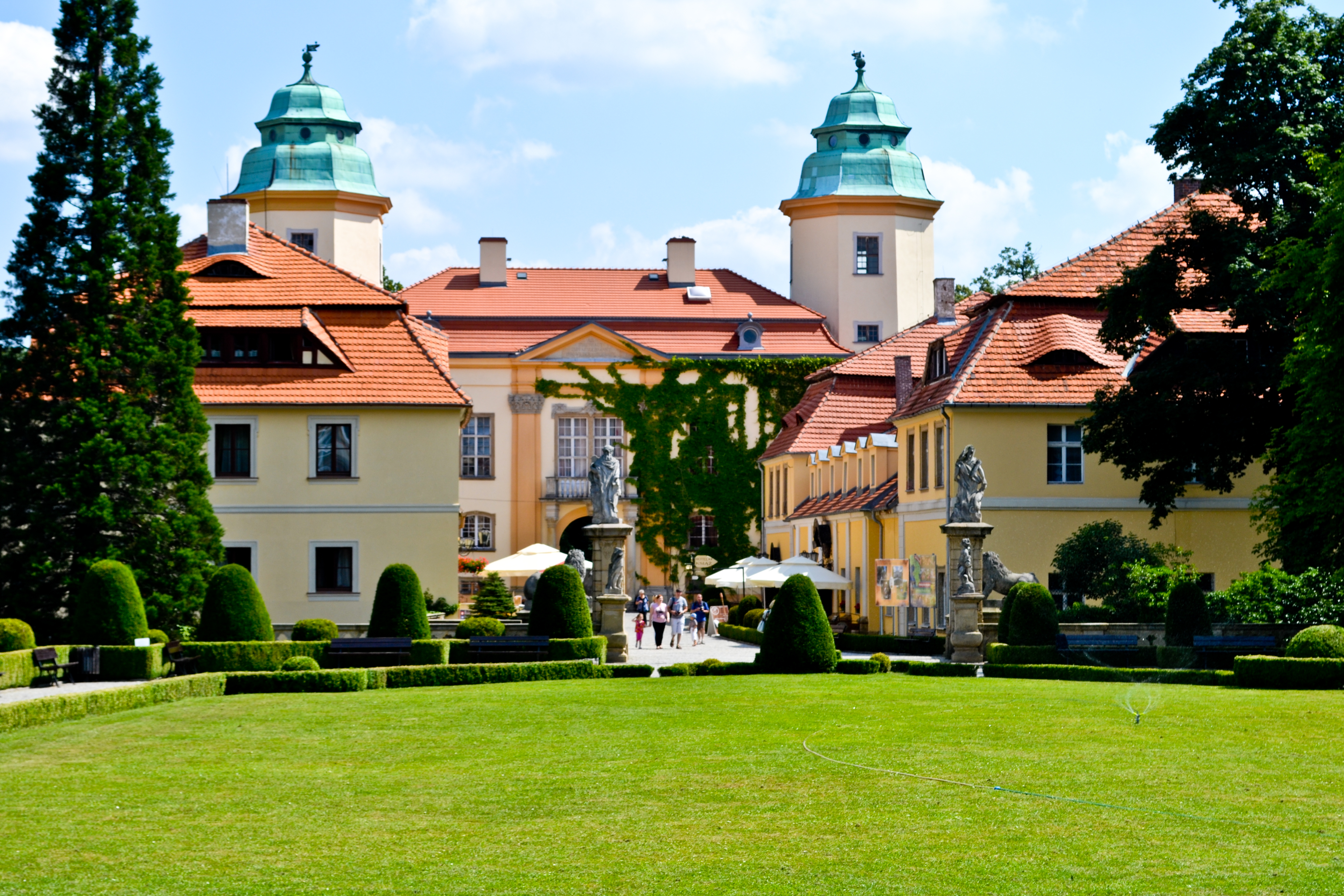
Zabudowania przy zamkowe przy ulicy Piastów Śląskich

## Opis
Ulica jest wykonana z kostki granitowej, rozpoczyna się od ulicy Wrocławskiej (Drogi Krajowej 35), dalej łączy się z ulicą Jeździecką w kierunku zamku. Ulica była gruntownie przebudowana w 2009 roku, wymieniono wówczas nawierzchnię oraz wykonano stylizowane oświetlenie. Ulica przebiega przez Książański Park Krajobrazowy.

## Obiekty
Przy ulicy znajdują się następujące obiekty:
- zamek Książ wybudowany w 1288 roku wraz z zespołem zamkowym.
- ruiny Amfiteatru
- fontanna
- staw
- brama wjazdowa i ulica Jeździecka
- brama "Lubiechowska"
- Mauzoleum Książęce rodziny Hochbergów
- Hipodrom
- nieistniejący Niemiecki Obóz Pracy Książ Arbeitslager (AL) Fürstenstein/Bauvorhaben Riese
- parking
- zbiornik wodny